# Sadi Carnot (homme d'État)
Pour les articles homonymes, voir Sadi Carnot et Carnot.
Pour les autres membres de la famille, voir Famille Carnot.
Sadi Carnot, né le 11 août 1837 à Limoges (Haute-Vienne) et mort assassiné le 25 juin 1894 à Lyon (Rhône), est un homme d'État français, président de la République du 3 décembre 1887 à sa mort.
Respectivement fils et petit-fils des hommes politiques Hippolyte et Lazare Carnot, il effectue ses études supérieures à l’École polytechnique et à l’École nationale des ponts et chaussées (dont il sort major de promotion), puis devient ingénieur en Haute-Savoie.
Engagé en politique à partir de 1871 comme républicain modéré, il est député de la Côte-d'Or, préfet de la Seine-Inférieure, sous-secrétaire d'État puis ministre des Travaux publics et ministre des Finances. Il est également vice-président de la Chambre des députés et président de la commission du Budget.
À la fin de l’année 1887, à la suite de la démission du président Jules Grévy en raison du scandale des décorations, l’Assemblée nationale le place en tête du premier tour de l’élection présidentielle anticipée avec 36 % des suffrages, devant Jules Ferry, dont la candidature divise les parlementaires républicains. Au second tour, après le retrait de ce dernier, Sadi Carnot est élu face au général Saussier avec 74 % des voix.
Le président Carnot est rapidement confronté à une forte remise en cause des institutions républicaines avec la montée de l’antiparlementarisme, les succès électoraux du boulangisme et les attentats anarchistes, alors que se poursuit l’instabilité ministérielle et qu’éclate le scandale de Panama. Son mandat est également marqué par le centenaire de la Révolution française et l'Exposition universelle de Paris. En politique étrangère, il favorise la signature de l’alliance franco-russe avec l’empereur Alexandre III.
À quelques mois de la fin de sa présidence, alors qu’ont été votées des lois contre l’anarchisme et qu’il a refusé la grâce à plusieurs figures de ce mouvement (Ravachol, Vaillant, Henry), Sadi Carnot est mortellement poignardé par l’anarchiste italien Sante Geronimo Caserio au cours d’un déplacement officiel à Lyon, à l’âge de 56 ans. À l’issue de funérailles nationales à Notre-Dame de Paris, il est inhumé au Panthéon.

## Origines et début de carrière

### Famille
Né le 11 août 1837 à Limoges, rue Neuve-Sainte-Valérie (actuelle rue du Général-Cérez). Marie François Sadi Carnot est le fils aîné d’Hippolyte Carnot (1801-1888) et de Claire Dupont (1816-1897), mariés depuis un an au moment de sa naissance. Par son père, il appartient à la famille Carnot, une lignée bourgeoise d’origine bourguignonne.

Blason de la famille Carnot.

Exilé avec ses parents sous la Restauration et un temps figure du saint-simonisme, Hippolyte Carnot est alors rentier, vivant des biens reçus de sa mère et de la fortune de son épouse. Il est par la suite député républicain de la Seine durant la monarchie de Juillet, ministre de l’Instruction publique et des Cultes aux débuts de la Deuxième République, avant de perdre en influence dans les années 1860 et d’être élu sénateur inamovible sous la Troisième République.
Cependant, il est fréquent qu’il soit désigné par tous ses prénoms (le futur chef de l’État signe d’ailleurs « M F S Carnot »), le distinguant de son oncle Sadi Carnot, physicien célèbre qui posa notamment les bases de la thermodynamique. Les deux hommes doivent leur troisième prénom à leur père et grand-père régicide Lazare, grand admirateur du poète persan Saadi.
La famille paternelle de Sadi Carnot, initialement composée de petits notables vivant à Épertully (Saône-et-Loire) puis à Nolay (Côte-d'Or), gagne véritablement en importance à partir de la Révolution française, avec Lazare Carnot : surnommé le « Grand Carnot » ou l’« organisateur de la Victoire », celui-ci vote l’exécution de Louis XVI, puis appartient au Comité de salut public et préside la Convention nationale sous la Terreur, avant d’exercer la fonction de directeur, d’être deux fois ministre de Napoléon et de mourir en exil sous Louis XVIII.
La représentation graphique suivante présente succinctement les principaux membres de la famille Carnot aux XVIIIe – XXe siècles :
- Claude Carnot (1719-1797), notaire royal
  - Joseph Carnot (1752-1835), jurisconsulte
  - Lazare Carnot (1753-1823), physicien, mathématicien, général et homme politique
    - Sadi Carnot (1796-1832), physicien et ingénieur
    - Hippolyte Carnot (1801-1888), homme politique
      - Sadi Carnot (1837-1894), homme politique + Cécile Carnot (née Dupont-White, 1841-1898)
        - Claire Carnot (1864-1920) + Paul Cunisset-Carnot (1849-1919)
        - Sadi Carnot (1865-1948), colonel et écrivain
        - Ernest Carnot (1866-1955), industriel et homme politique + Marguerite Carnot (née Chiris) (1874-1962), présidente de l'Association des dames françaises
        - François Carnot (1872-1960), ingénieur et homme politique

      - Adolphe Carnot (1839-1920), chimiste, géologue et homme politique
        - Paul Carnot (1869-1957), médecin
        - Jean Carnot (1881-1969), homme politique

  - Claude Marie Carnot (1755-1836), général et homme politique

Du fait de cette parenté et de la profession de Sadi Carnot, la consécration d’une « république des ingénieurs » — à l’instar de la fameuse république des professeurs — est évoquée par Robert Germinet et Patrick Harismendy avec son élection à la présidence du pays. Alphonse Barbou, l'un de ses biographes, écrit qu’« en élevant M. Sadi Carnot aux fonctions présidentielles, [la République] a consacré le triomphe d’un personnage nouveau, fils de la Révolution et de la science moderne : l’Ingénieur, véritable roi du siècle finissant ».
De son côté originaire de la Charente et de la Haute-Vienne, la famille maternelle de Sadi Carnot possède une demeure à Limoges, où naît le futur président. Sa mère, Claire, est la fille de Marie-Thérèse Nieaud (1781-1866) — dont le père est un riche négociant et un révolutionnaire, maire de Limoges de 1790 à 1791 — et du colonel François Dupont-Savignat (1769-1845), inspecteur général des haras et frère du général Pierre Dupont de l'Étang. La famille possède une propriété (appelée « château de Savignac ») à Grenord, hameau de la commune charentaise de Chabanais,.
Sadi Carnot a un frère cadet, Adolphe Carnot, chimiste et géologue, également engagé en politique (il sera à l’origine de l’Alliance démocratique, l’un des principaux partis centristes puis de droite sous la Troisième République).
|  |

### Formation
Baptisé en l'église de Grenord (Charente), Sadi Carnot grandit au domicile de ses parents, au 2 rue du Cirque à Paris. Pendant ses vacances scolaires, il se rend au château de Savignac de ses grands-parents maternels et voyage en province ainsi qu’à l’étranger, un privilège pour l’époque,.
Avec son frère, il est élevé dans un milieu républicain et patriote, où son grand-père paternel Lazare est présenté comme un modèle à suivre, tant sur le plan scientifique que politique. Les deux enfants reçoivent de leur père une éducation centrée sur la littérature et la philosophie des XVIIe et XVIIIe siècles, tandis qu’un précepteur est chargé de leur dispenser des cours de latin, grec ancien et italien. En parallèle, craignant de voir les biens familiaux confisqués par les autorités du Second Empire, qui le considèrent avec méfiance, Hippolyte Carnot apprend des métiers manuels à ses enfants.

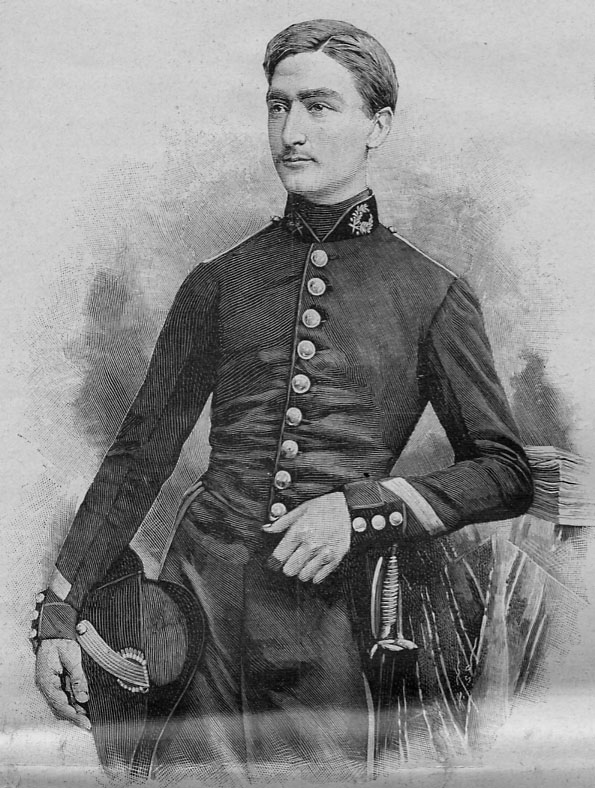
Sadi Carnot en tenue de polytechnicien à la fin des années 1850.

À partir de la sixième, Sadi Carnot est scolarisé au très réputé lycée impérial Bonaparte (futur lycée Condorcet), où il choisit la filière littéraire, qui est alors la plus prisée de la bourgeoisie parisienne. Plusieurs fois récompensé au concours général, particulièrement doué en grec, il obtient un baccalauréat ès lettres en 1854, puis l’année suivante, grâce notamment à des cours particuliers, un baccalauréat ès sciences,.
Renonçant à son projet initial d’effectuer des études supérieures en droit, Sadi Carnot opte pour l'École polytechnique. Pour se préparer aux épreuves d’admission de la prestigieuse école d’ingénieur, il passe plus d’une année à travailler les matières scientifiques, dans lesquelles il n’a pas de facilités, exception faite des mathématiques. Au concours d’entrée d’août 1857, il termine cinquième sur 592 candidats (dont 120 reçus), devant ses anciens camarades du lycée Bonaparte.
Au printemps 1858, il tombe sévèrement malade en raison d'une fièvre typhoïde ou d’une hépatite. Manquant de peu de lui coûter la vie, sa maladie le conduit à suspendre ses études, l’empêchant de passer ses examens de fin d’année. En septembre 1858, sur proposition du jury de classement, le ministère de la Guerre l’autorise à doubler sa première année. Sadi Carnot se retrouve dès lors dans la classe de son frère, une situation inédite dans l'histoire de l’établissement.
À l’issue de ses trois années à Polytechnique, en 1860, Sadi Carnot finit septième sur les 91 étudiants de sa promotion et se voit offrir un poste dans les services publics. Pénalisé par ses notes en mécanique et physique, il n’obtient cependant pas un classement suffisant pour le corps des mines, contrairement à son frère. Il intègre alors l'École nationale des ponts et chaussées, alors considérée comme incontournable au milieu d'un siècle où les besoins d’équipements de la France sont en pleine expansion.
Aux Ponts et Chaussées, Sadi Carnot entre major de promotion, le reste durant les trois années de sa scolarité et l’est également à sa sortie. Ses résultats sont exceptionnels dans l'histoire de l’école, notamment grâce à sa maîtrise des mathématiques et du graphisme : sur les 23 concours organisés durant ses études, il est ainsi primé à 22 reprises. Il effectue sa mission de 1861 auprès de l’ingénieur en chef des Bouches-du-Rhône, celle de 1862 au service du port de Boulogne-sur-Mer et enfin celle de 1863 (qui se prolonge jusqu’en 1864) au très convoité secrétariat du conseil général des ponts et chaussées,.

### Carrière d'ingénieur
Après deux baccalauréats, une période de préparation aux épreuves d’admission à Polytechnique, trois ans au sein de cette dernière puis trois années aux Ponts et Chaussées (quatre en incluant sa mission au conseil général), Sadi Carnot commence sa carrière professionnelle à 27 ans, un âge très avancé pour l’époque.

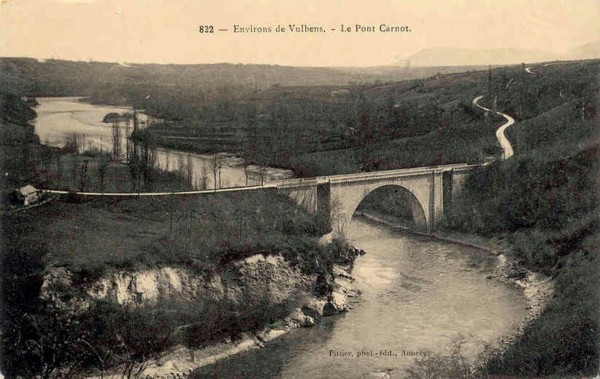
Pont franchissant le Rhône dont Sadi Carnot est le concepteur.

En août 1864, il devient ingénieur des ponts et chaussées de la Haute-Savoie, un territoire annexé à la France quatre ans plus tôt, essentiellement rural et aux infrastructures peu développées. À ses débuts, il se consacre principalement à la construction et à l’entretien des réseaux routier et ferroviaire ainsi qu’aux travaux publics, portant sur trois ans une série de travaux s’élevant à quelque 1,3 million de francs.
Il conduit en 1868 les études du chemin de fer Annecy-Annemasse, qui suscite de vifs désaccords entre ses différentes parties prenantes. S’appuyant sur un réseau d’anciens saint-simoniens comme son père, Sadi Carnot impose ses vues face à l’ingénieur de la compagnie PLM de Chambéry, défenseur des positions genevoises.
Sadi Carnot est le concepteur du pont de Collonges, réclamé par les communes de Haute-Savoie et du pays de Gex riveraines du Rhône. Franchissant ce fleuve entre les départements de l'Ain et de la Haute-Savoie, ce pont possède une arche de 40 mètres d’ouverture. Terminé en 1874 et ouvert à la circulation l’année suivante, l’ouvrage est primé à l’Exposition universelle de 1878 pour sa conception innovante et par la suite rebaptisé pont Carnot,.
Devenu ingénieur ordinaire de première classe puis ingénieur en chef de la Haute-Savoie, Sadi Carnot conçoit et fait construire vers 1874 le système de régulation de la sortie des eaux du lac d'Annecy : prouesse technique et architecturale pour l’époque, ces installations, communément appelées « vannes du Thiou », sont un moyen de remonter le niveau du lac (2 759 hectares) de 20 cm afin d'assurer aux usines un débit constant toute l'année ; à eux seuls, ces 20 cm permettent d'assurer seize jours de débit à l'étiage (4 m3/s).

## Personnalité

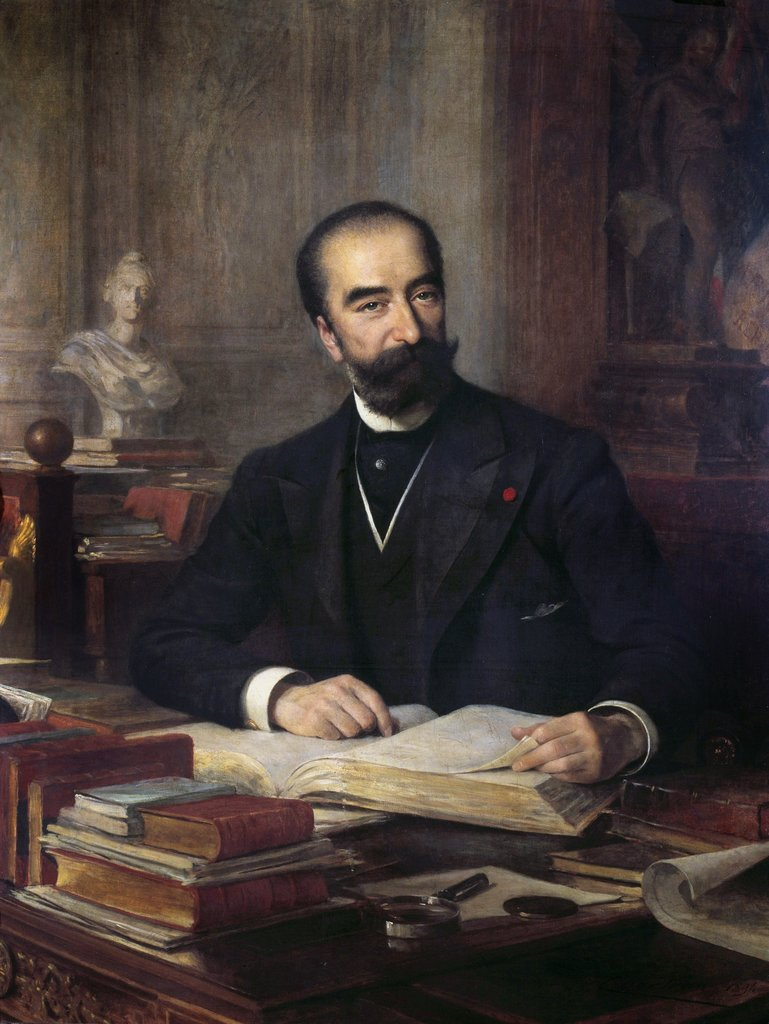
Portrait de Sadi Carnot par Théobald Chartran (1894).

Sadi Carnot est issu d’une famille renommée, avec une lignée paternelle comptant nombre de scientifiques et hommes politiques républicains engagés durant des périodes agitées de l'histoire de France. Les origines de Sadi Carnot ont pu à la fois le servir et le desservir : d'un côté, elles lui ont permis de bénéficier d’un nom prestigieux ainsi que de ressources culturelles et économiques dans une société encore très inégalitaire ; d'un autre côté, elles ont été utilisées par des opposants politiques pour le présenter comme un héritier sans réel mérite (en particulier lors de son accession à la présidence de la République) ou l’associer aux opinions fluctuantes de son grand-père Lazare,,,.
La maladie qu'il contracte durant ses études à Polytechnique (typhoïde ou hépatite) lui laisse des séquelles, notamment un teint pâle et de fortes migraines,. En 1889, Charles Rémond dresse de lui le portrait suivant : « Très correct dans sa tenue, droit et mince ; la redingote boutonnée, irréprochable ; la démarche assurée, mais réglée à petits pas, un peu automatique ; le visage pâle, avec une teinte de mélancolie […] ; les cheveux lisses, rejetés en arrière, d’un noir brillant ; la barbe taillée en éventail, très brune ; l’œil franc et bon, très doux ; l’aspect général un peu sévère et froid ; […] l’attitude simple, le geste rare et la voix tranquille, M. Sadi Carnot essayait de convaincre par la logique et la netteté de l’argumentation plutôt que d’entraîner par des effets de rhétorique. »

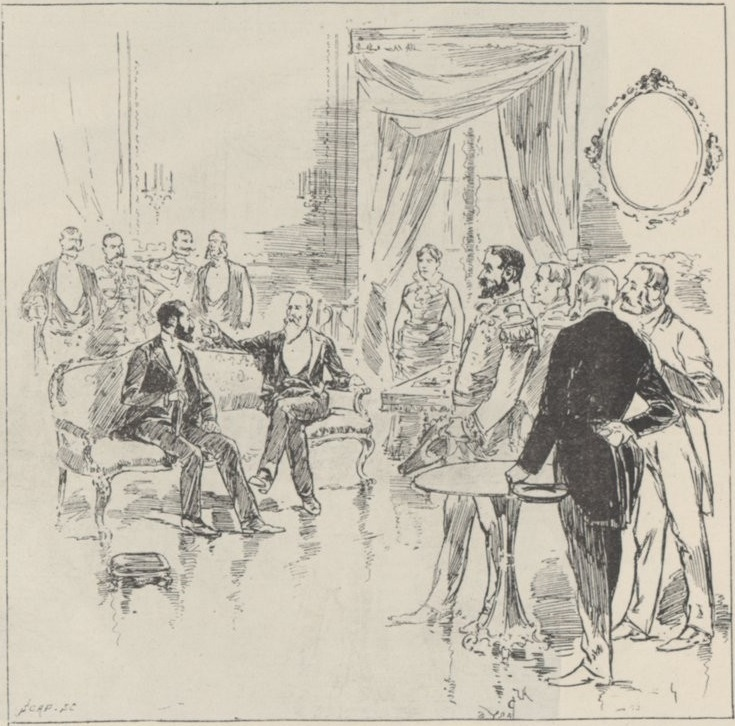
Visite du président Carnot à Pierre II, empereur du Brésil (Le Monde Illustré, 28 juillet 1888).

Comme son grand-père Lazare et surtout son père Hippolyte, qui a été un saint-simonien influent en 1827-1831, Sadi Carnot s'intéresse à la question sociale, ce qui constitue une originalité au sein des républicains modérés de cette époque.
Avant son élection à la magistrature suprême, la presse décrit souvent Sadi Carnot comme une personne effacée, sans talent oratoire ni bilan politique notable. Ses plus farouches adversaires vont jusqu’à affirmer qu’il n’a aucune conviction et qu’il doit son entrée à l’Élysée au seul prestige de son nom. Lors de l’élection présidentielle de 1887, Georges Clemenceau, amateur de bons mots et adversaire résolu de Jules Ferry, aurait appelé à le soutenir en ces termes : « Votons pour le plus bête ! »,.
Cependant, au fil de sa présidence, il gagne en popularité auprès de la population en raison de sa modestie, de sa bienséance, de ses nombreux déplacements officiels et de sa pratique du pouvoir d'une façon générale.
Contrairement à son épouse, Marie François Sadi Carnot n’est pas un catholique très pratiquant, mais n’est pas non plus un fervent anticlérical. En tant que président de la République, il affiche une stricte neutralité religieuse tout en cherchant à apaiser les relations entre l’État et l’Église. Il se marie à l’église, donne une instruction religieuse à ses enfants, et, au risque d’irriter la frange la plus laïque des républicains, demande à recevoir l’extrême-onction de la part de Pierre-Hector Coullié après avoir été poignardé à Lyon.

### Vie privée

Portrait de Cécile Carnot publié dans le Munsey's Magazine en 1895 (d’après une photographie de Pierre Petit).

Le 1er juin 1863, à l’hôtel de ville du 8e arrondissement de Paris, Sadi Carnot épouse Cécile Dupont-White (1841-1898), fille de Charles Brook Dupont-White, avocat et économiste d'origine britannique, ami d’Hippolyte Carnot. Le couple se marie religieusement le lendemain, en l’église de la Madeleine (Paris 8e),,.
L’union civile revêt une symbolique républicaine puisque l’un des témoins est Jules Simon, figure de l’opposition aux élections législatives organisées la veille par le Second Empire. Si ce mariage renforce la situation économique de Sadi Carnot, il ne présente pas la particularité, fréquente à cette époque, d'unir des familles de grands notables, propriétaires ou industriels.
Avant cette alliance, aucune liaison n’a été prêtée à Sadi Carnot. Par la suite, et jusqu’à la fin de sa vie, il a la réputation d’être un mari fidèle, très lié à son épouse. Plus expressive que son conjoint et jugée très cultivée, Cécile Carnot maîtrise l’anglais, se passionne pour la philosophie des Lumières et conseille régulièrement son mari sur les sujets politiques.
Quatre enfants naissent de leur mariage :
- Claire (1864-1920), qui se marie à Paul Cunisset, magistrat, avocat et homme politique ;
- Sadi (1865-1948), colonel d'infanterie et écrivain ;
- Ernest (1866-1955), époux de Marguerite Chiris[h], ingénieur des mines, député ;
- François (1872-1960), marié à Valentine Chiris[h], ingénieur des arts et manufacture, député, père de trois enfants (dont Anne, qui épousera René Giscard d’Estaing, oncle de Valéry Giscard d'Estaing).

Après l’assassinat de son époux, Cécile Carnot refuse la pension que le gouvernement veut lui octroyer. Elle meurt quatre ans après lui, des suites d'une maladie cardiaque.

## Ascension politique

### Débuts

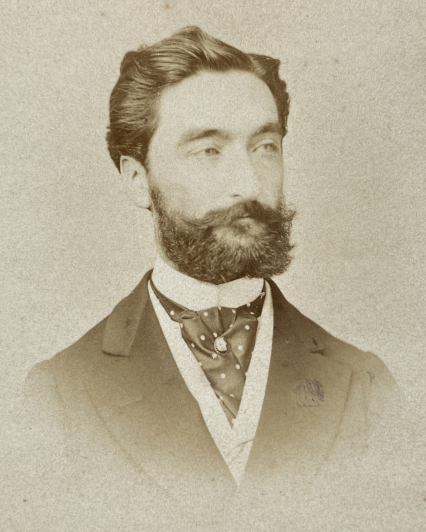
Portrait photographique de Sadi Carnot par Franck (1873).

Durant ses années à Polytechnique, Sadi Carnot anime un cercle de militants républicains comprenant notamment Ernest Mercadier, Armand Silvestre et Lucien Marie, fils de l’ancien ministre Pierre Marie. En 1860, il est détenu pendant deux jours en salle de police en raison de ses activités de soutien au républicain italien Garibaldi.
Il est élu député de la Côte-d'Or en 1871. À l’Assemblée nationale, il siège sur les bancs du groupe de la Gauche républicaine, dont il est membre du bureau comme secrétaire durant la législature (1871-1876). Dans le journal Le Siècle du 1er mai 1871, il écrit que « la Commune [de Paris] est une insurrection injustifiable contre la souveraineté nationale ».
Il occupe des postes de haut fonctionnaire, notamment au Conseil supérieur des Ponts et Chaussées. Il est ensuite nommé préfet de la Seine-Inférieure.
Réélu député en 1876 à la Chambre des députés, il est signataire du manifeste des 363 en mai 1877. Il est à nouveau réélu lors des élections législatives de 1877, 1881 et 1885.

### Ministère
Sous-secrétaire d'État aux Travaux publics puis ministre des Travaux publics, il devient ministre des Finances en 1885, dans le gouvernement de Charles de Freycinet. Ce dernier explique dans ses Souvenirs comment la commission du Budget de la Chambre des députés attaque le budget présenté par Sadi Carnot, et exige la suppression du crédit des sous-préfets (et donc la suppression de ce corps), ce qui provoque la chute du gouvernement en décembre 1886 et aurait contribué à la montée du boulangisme.

### Élection à la présidence

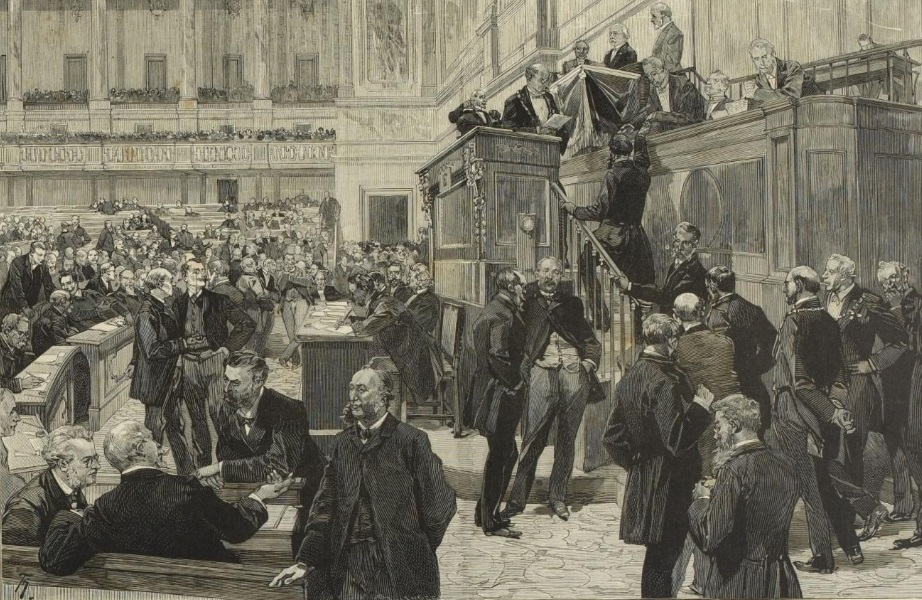
Vote des parlementaires réunis en Assemblée nationale au château de Versailles pour l’élection présidentielle de 1887, avec au premier plan Jules Ferry, principal adversaire de Sadi Carnot (gravure d’A. Bellenger, musée Carnavalet, Paris).

Le 3 décembre 1887, au lendemain de la démission de Jules Grévy, enlisé dans le scandale des décorations impliquant son gendre, l’Assemblée nationale (réunion de la Chambre des députés et du Sénat) se rassemble à Versailles pour élire un nouveau président de la République.
Sadi Carnot arrive en tête du premier tour avec 303 voix (35,7 %), devant l’ancien président du Conseil Jules Ferry (212 suffrages, 25 %), dont la candidature est massivement rejetée par les radicaux. Le même jour, après le retrait de Ferry, Sadi Carnot remporte le second tour par 616 voix, soit 74,5 %, face au candidat des conservateurs, le général Saussier.

## Présidence de la République

### Entrée en fonction, cabinet et débuts
Sadi Carnot maintient le général Brugère dans ses fonctions de chef de la maison militaire et de secrétaire général de la présidence. Lorsque celui-ci part prendre la tête de la 12e division d'infanterie à Reims en 1892, Sadi Carnot nomme le général Borius pour le remplacer.

### Déplacements et rôle cérémonial

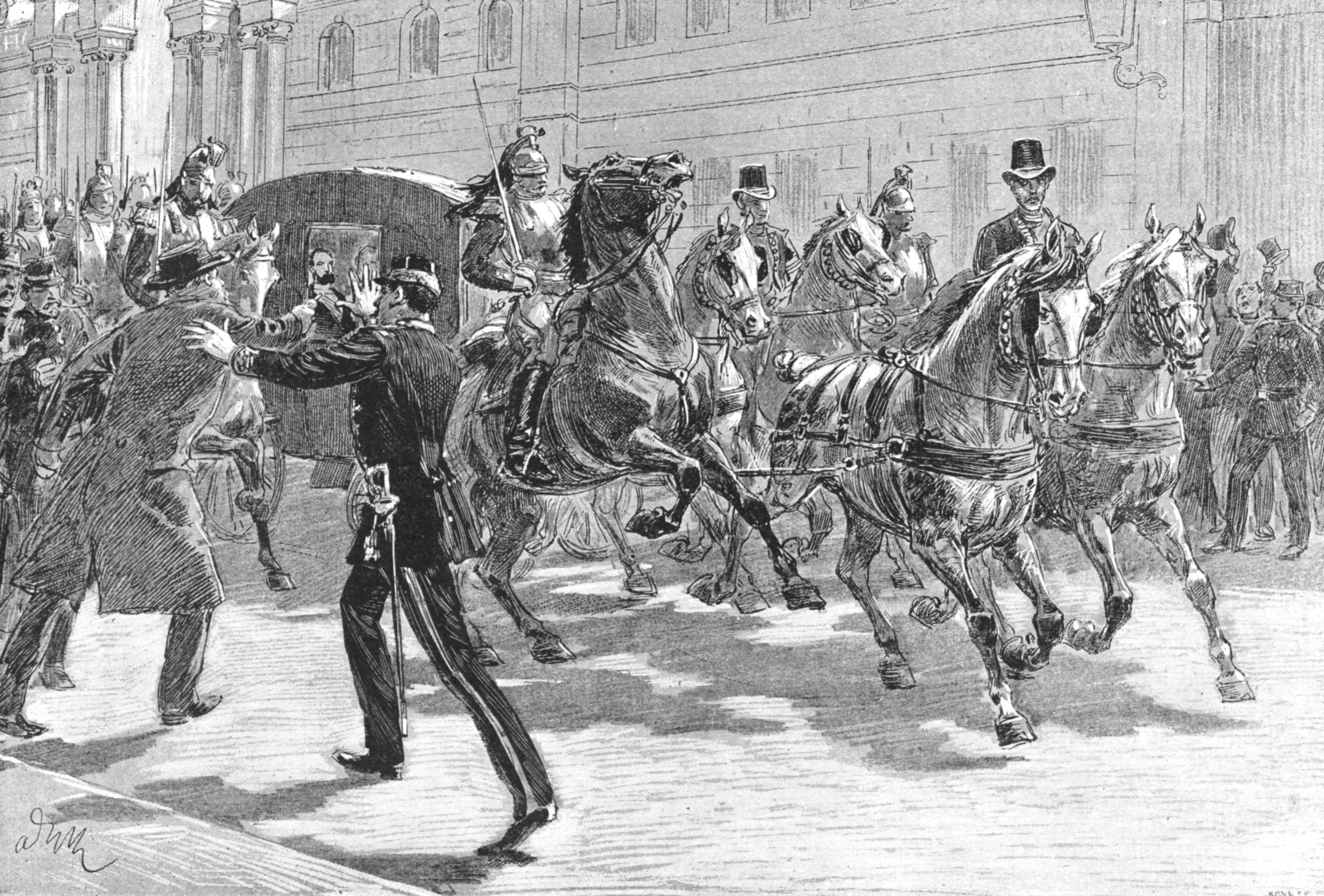
« Attentat contre M. Carnot à sa sortie de l’Élysée, le 5 mai 1889- » (Le Monde illustré, 11 mai 1889.

L’année 1889 marque le centenaire de la Révolution française. Le 5 mai, Sadi Carnot se rend à Versailles en mémoire des états généraux de 1789 ; à cette occasion, il manque une première fois d’être assassiné.
À sa demande, les cendres de son grand-père Lazare, d’Alphonse Baudin, de François Séverin Marceau et de La Tour d'Auvergne sont transférées au Panthéon le 4 août 1889, cent ans après la célèbre séance de l’Assemblée constituante. Cette décision suscite l’opposition de la droite conservatrice (Lazare Carnot a voté la mort du roi et été ministre durant les Cent-Jours) ainsi que de l’extrême gauche et de descendants de révolutionnaires ayant été réprimés par le Grand Carnot.
En mai 1889, Sadi Carnot ouvre au public l’Exposition universelle de Paris puis son attraction majeure, par la suite appelée Tour Eiffel, qui constitue alors le plus grand monument au monde et dont le président de la République a grimpé les 1 710 marches quelques semaines plus tôt.
Alors que la condition ouvrière reste particulièrement précaire, Sadi Carnot est interpellé lors de ses déplacements par les conditions de vie des « populations laborieuses », à qui il reverse une partie de ses indemnités présidentielles. Sous sa présidence, le 1er mai 1891, à Fourmies, dans le département du Nord, des militaires ouvrent le feu sur des manifestants revendiquant la journée de huit heures, causant neuf morts, dont deux enfants.
Durant sa présidence, il accepte d’adhérer à une seule association : le Comité d’histoire de la Révolution française, dont il devient président d’honneur à la mort de son père (1888), qui en était le président.

### Crises politiques

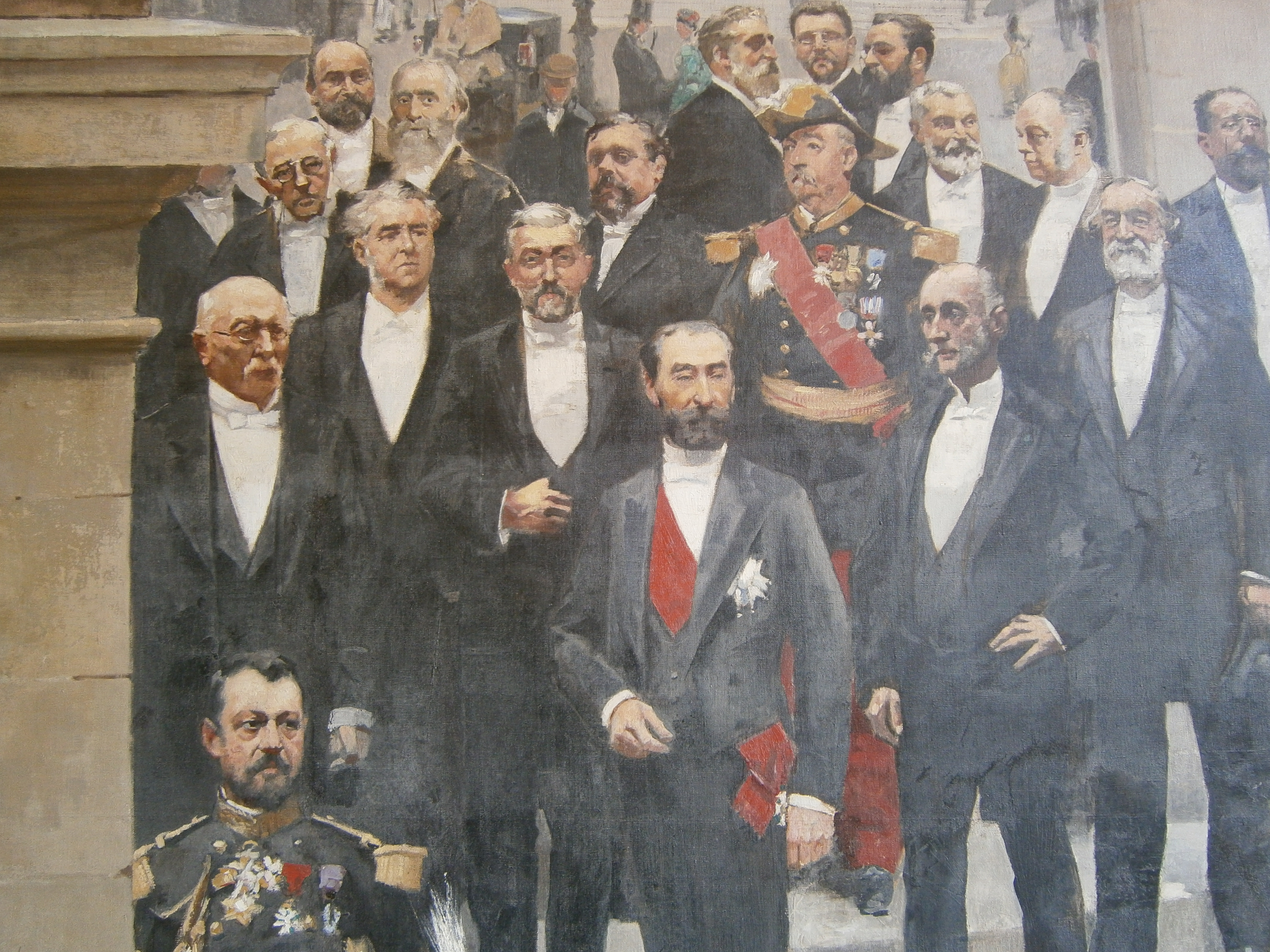
Le président Carnot entouré des présidents des chambres, de ministres, parlementaires et militaires (détail d'un tableau d’Henri Gervex et Alfred Stevens, 1889).

Le début du mandat de Sadi Carnot est marqué par l'agitation boulangiste et le scandale de l'affaire de Panama. L'instabilité ministérielle ayant marqué la présidence de son prédécesseur Jules Grévy se poursuit, Sadi Carnot nommant neuf présidents du Conseil en moins de sept ans (Maurice Rouvier, Pierre Tirard, Charles Floquet, à nouveau Pierre Tirard, Charles de Freycinet, Émile Loubet, Alexandre Ribot, Charles Dupuy et Jean Casimir-Perier).

### Politique étrangère

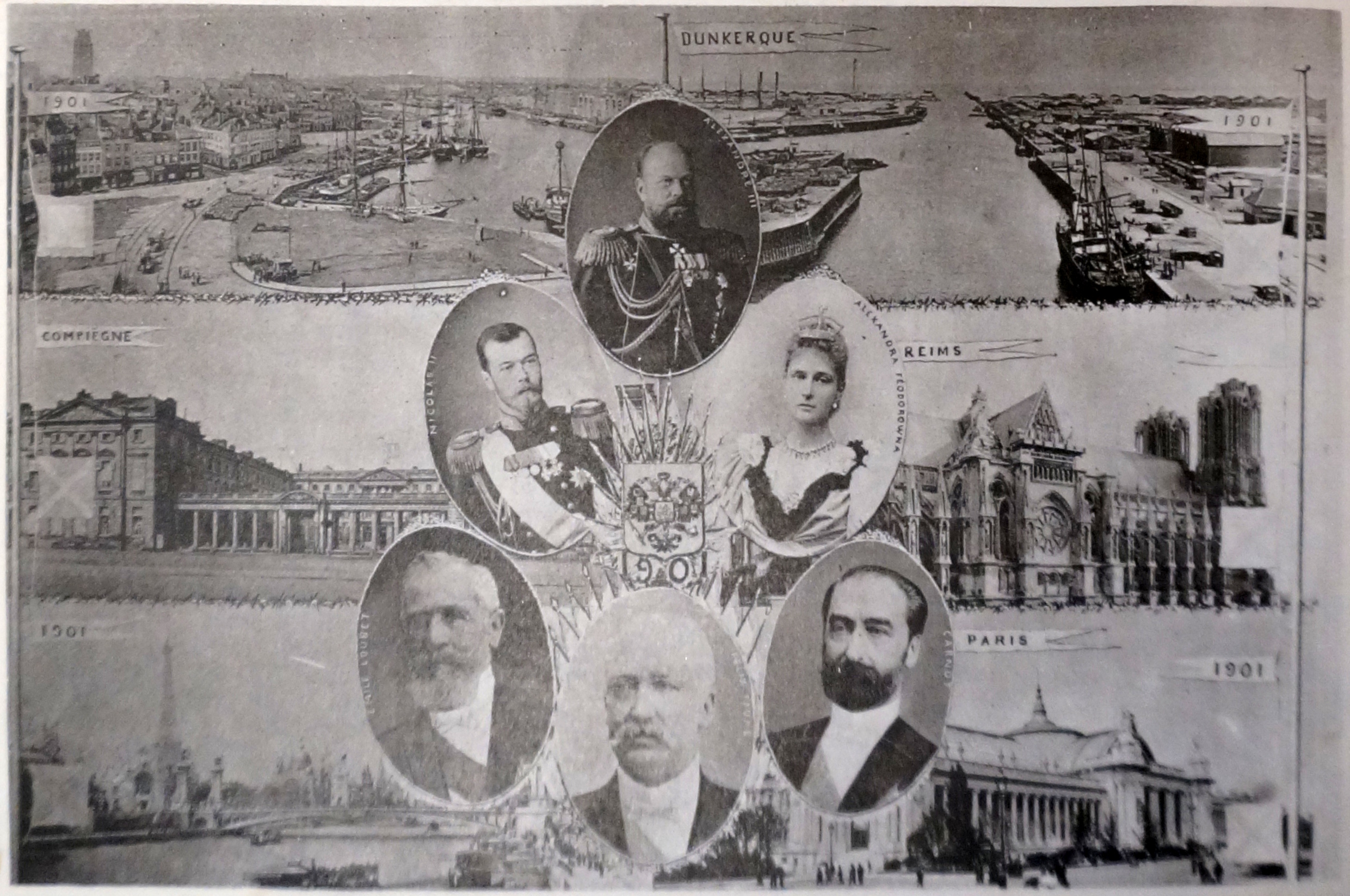
Carte postale de 1901 éditée pour l'alliance franco-russe et le pont Alexandre-III : la France est représentée par les présidents Sadi Carnot, Félix Faure et Émile Loubet, la Russie par les empereurs Alexandre III et Nicolas II et par l’impératrice Alexandra Feodorovna.

Souhaitant de plus étroites relations entre la France et la Russie, Sadi Carnot contribue à la conclusion de l’alliance franco-russe avec Alexandre III, empereur de Russie.
Au début de 1891, le président français est décoré par le tsar de l'ordre de Saint-André, la plus haute décoration russe, en remerciement de l'arrestation d'anarchistes russes à Paris.
Du 13 au 29 octobre 1893, avec le ministre de la Marine Henri Rieunier, Sadi Carnot reçoit en France, lors de fêtes grandioses, notamment à Toulon et à Paris, l'escadre de l'amiral Avellan, envoyé d’Alexandre III, et des marins russes.

### Attentats
Dans un contexte d'agitation syndicale et anarchiste, le chef de l’État est visé par un attentat manqué et des protestations :
- le 5 mai 1889, alors qu'il se rend à Versailles pour fêter le centenaire des états généraux de 1789, un magasinier de la Marine, Jean-Nicolas Perrin, tire une fois ; Perrin souhaitait protester contre sa mutation au Sénégal (des six cartouches du revolver, trois — dont celle tirée — contenaient de la poudre sans balle, les trois autres des balles mais pas de poudre) ;
- le 14 juillet 1890, l'inventeur Martial Jacobs, pour protester d'avoir été spolié de certaines de ses inventions, tire en l'air (encore des balles à blanc) au passage du président avenue de Marigny[33].

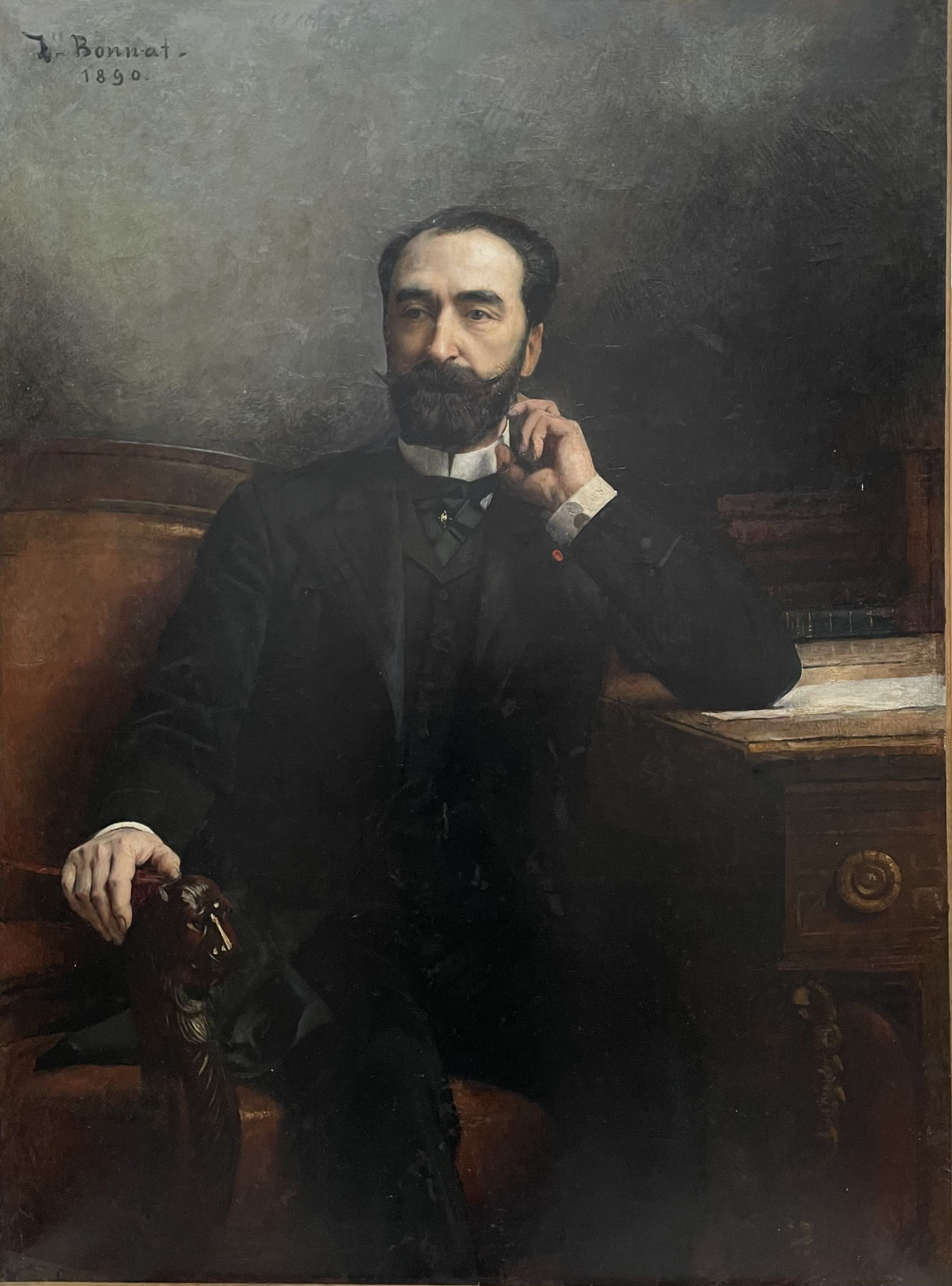
Portrait de Sadi Carnot par Léon Bonnat (1890), collection privée.

### Derniers mois
À partir de 1893, pour lutter contre les attentats anarchistes, plusieurs lois, plus tard appelées « lois scélérates », sont adoptées. En parallèle, la haine des milieux anarchistes envers Sadi Carnot se renforce en raison de son refus d’accorder la grâce à Ravachol (juillet 1892), Auguste Vaillant (février 1894), auteur d’un attentat à la Chambre des députés, et Émile Henry (mai 1894).
À l’approche de la fin de son septennat, qui arrive à son terme en décembre 1894, Sadi Carnot est pressé par ses soutiens de briguer un second mandat. Mais, après 23 ans d’engagement politique, celui-ci n’entend pas se représenter, faisant savoir qu’il souhaite se consacrer à sa famille, reprendre des travaux scientifiques et rédiger ses mémoires.

## Mort et obsèques

### Assassinat

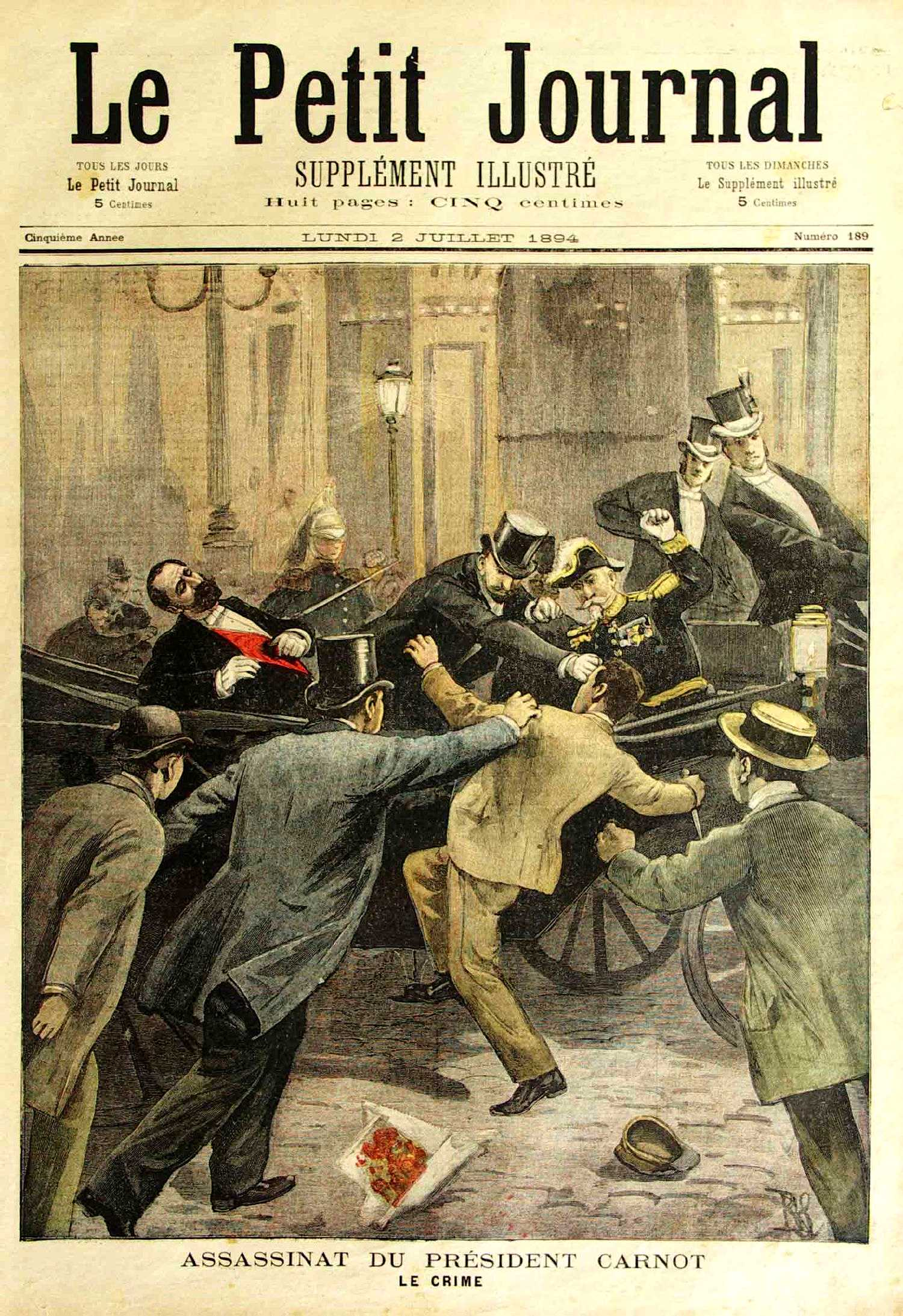
Assassinat du président Carnot en une du Supplément illustré du Petit Journal du 2 juillet 1894.

Le 24 juin 1894, à cinq mois de la fin de sa présidence, Sadi Carnot effectue un déplacement officiel à Lyon, où se tient l'Exposition universelle, internationale et coloniale. Après avoir participé à un banquet organisé au siège de la chambre de commerce, au palais du Commerce, il prend place à l’arrière d’une voiture décapotable basse, en compagnie notamment du docteur et maire de Lyon, Antoine Gailleton. Il prévoit alors de rentrer brièvement à la préfecture du Rhône avant d’assister à une représentation au Grand-Théâtre de la ville.
Vers 21 h 15, le convoi s'engage rue de la République, avec le chef de l’État qui salue une foule compacte et vient de faire reculer le cavalier situé à sa droite pour avoir une meilleure visibilité. C’est alors qu’un anarchiste italien de 20 ans, Sante Geronimo Caserio, s’approche du landau présidentiel en faisant mine de vouloir remettre un document, monte sur le marche-pied et poignarde le président de la République.
Gravement touché au foie et à la veine porte, Sadi Carnot, âgé de 56 ans, est transporté inconscient à l’hôtel de préfecture. Les soins prodigués et l’intervention chirurgicale conduite par les professeurs Lacassagne et Poncet n'arrêtent pas l’hémorragie : le président se vide de son sang pendant plusieurs heures, avec un moment d'interruption pendant lequel il reprend connaissance. Son acte de décès indique qu’il est mort à 0 h 40 le 25 juin.

« Carnot le probe, Carnot l’intègre, le père de famille exemplaire, le discret, le timide, toujours un peu raide dans l’habit, barré par le grand cordon de la Légion d'honneur qui le quittait rarement et qui faisait les délices de Caran d'Ache, d’Alfred Le Petit, de Blass, les grands caricaturistes de l’heure, venait de mourir. De mourir en héros. Lui, dont ces caricaturistes justement avaient construit une image de l’anti-héros par excellence, doux rêveur, automate ou machine à serrer les mains. Il n’empêche, pendant sept ans et sur le mode crescendo, les Français s’étaient attachés à cette figure qui montrait l’idée de la République sage, modérée, travailleuse, progressiste. »

— Patrick Harismendy, historien et universitaire, 1995.
| |
| Dessin de Louis Tinayre représentant l’assassinat de Sadi Carnot, en présence notamment du maire de Lyon, le médecin Antoine Gailleton (Le Monde illustré, 30 juin 1894). |

| |
| Couteau utilisé par Sante Geronimo Caserio ; présentant une lame de 16,5 centimètres, l’arme a touché Sadi Carnot au foie et à la veine porte, provoquant une hémorragie fatale. |

| |
| Rue de la République à Lyon, sur une façade du palais de la Bourse, une plaque indique qu’un pavé rouge sur la chaussée se trouve à l’endroit où a été poignardé Sadi Carnot. |

### Conséquences

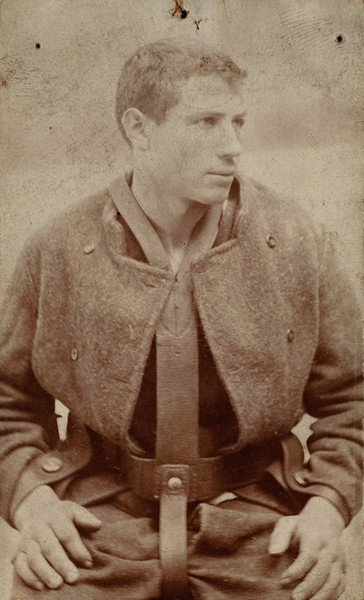
L’anarchiste italien Sante Geronimo Caserio, photographié par la police française après avoir tué Sadi Carnot.

Sante Geronimo Caserio est arrêté sur le lieu de l’assassinat. Condamné à mort à l’issue de son procès, il est guillotiné le 16 août 1894.
Cécile Carnot refuse dans un premier temps que le corps de son époux soit autopsié ; elle se laisse finalement convaincre par Antoine Gailleton, qui invoque l’intérêt national, mais à la condition que l’examen soit effectué par le professeur Ollier. En présence d’une dizaine de professionnels, dont Alexandre Lacassagne, Antonin Poncet, Fleury Rebatel et le médecin personnel du président François Planchon, le Dr Ollier sonde une plaie de dix centimètres au foie et constate un double sectionnement de la veine porte.
Bien que très symbolique, la mort de Sadi Carnot ne remet pas en question la stabilité des institutions républicaines, confortées par les échecs du projet de Troisième Restauration et du boulangisme. Le drame n’en suscite pas moins une forte vague d’émotion populaire, qui entraîne notamment des émeutes anti-italiennes. Les parlementaires adoptent quant à eux la dernière et la plus marquante des lois visant les anarchistes, qui sont privés de tout type de communication ; le texte sera abrogé en 1992.

### Funérailles et entrée au Panthéon
Le corps de Sadi Carnot est ramené à Paris et des obsèques nationales sont organisées en vertu d’une loi adoptée le 29 juin 1894. Les funérailles ont lieu le 1er juillet en la cathédrale Notre-Dame de Paris, en présence notamment de Jean Casimir-Perier, son successeur à l’Élysée.

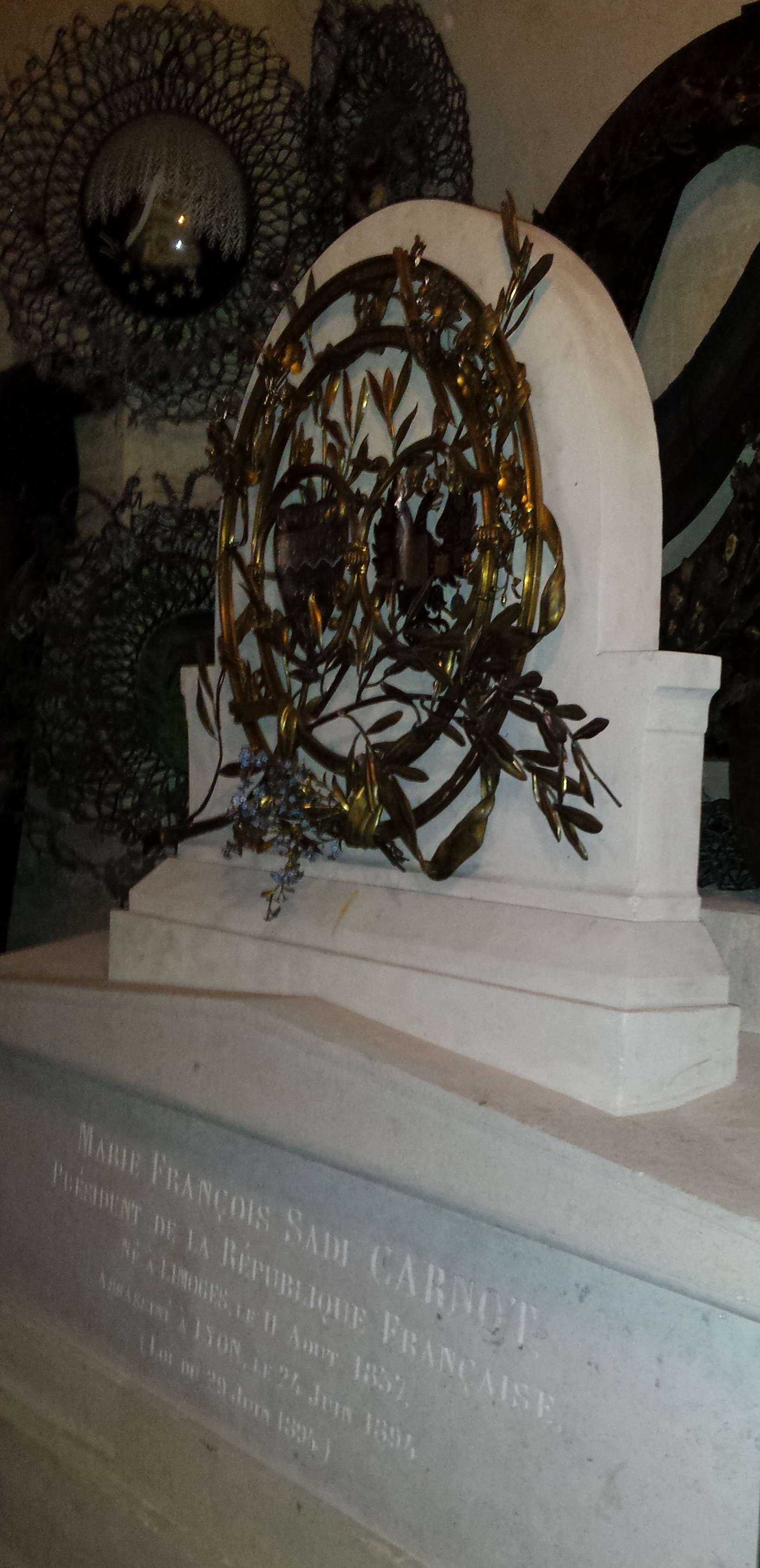
Tombeau de Sadi Carnot au Panthéon.

Il est ensuite inhumé au Panthéon, à côté de son grand-père Lazare. Sadi Carnot est le seul président de la République française à reposer dans ce bâtiment,.

## Postérité

### Opinion publique

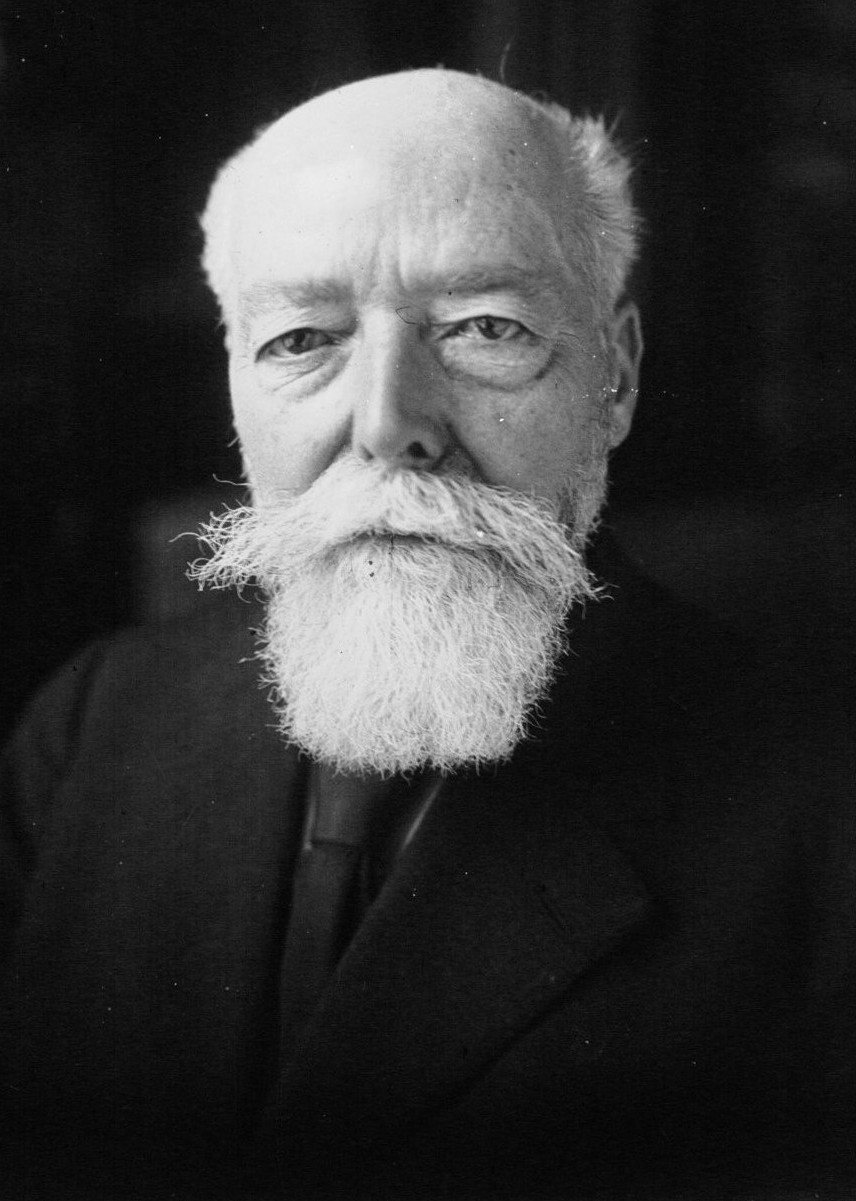
Avec Paul Doumer (photo), Sadi Carnot reste le seul président de la République française à avoir été assassiné.

Alors qu'il était généralement considéré comme un homme sans envergure ni charisme, Marie François Sadi Carnot jouit d’une bonne image au cours de sa présidence et surtout après sa fin tragique : il devient ainsi l’incarnation d’une République modérée et respectable. Il bénéficie également de la bienveillance du mouvement régionaliste en raison des nombreux déplacements qu’il a effectués en province durant son mandat de chef de l’État.
Les Français des décennies suivant sa mort voient surtout en lui un « martyr de la République », mortellement poignardé par un activiste italien. La plupart des ouvrages et travaux académiques du XXe siècle le concernant traitent d’ailleurs essentiellement du crime de Sante Geronimo Caserio et de ses conséquences. Avec Paul Doumer (tué par balles en 1932), Sadi Carnot est l'un des deux seuls présidents de la République française à avoir été assassiné.
Malgré les circonstances de son décès, Sadi Carnot restera peu connu du grand public pour plusieurs raisons, :
- aucun de ses discours ou écrits n’aura durablement marqué les esprits, bien qu’il eût l’intention de rédiger ses mémoires après son départ de l’Élysée ;
- la période qui va du début des années 1880 — caractérisées par la gestion des affaires après la victoire du régime républicain face au projet de Troisième Restauration — au milieu de la décennie suivante — débuts de l’affaire Dreyfus —, période durant laquelle a lieu la présidence Carnot, n’est pas celle qui suscite le plus d’intérêt ;
- contrairement à ses contemporains Thiers, Gambetta ou Ferry, Sadi Carnot n’a pas exercé de responsabilités de premier plan lui permettant d’être associé à de grands débats politiques, ni pris part à la vie parlementaire d'une façon particulièrement active ; or, l’homme d’État gestionnaire, aussi compétent soit-il, laisse toujours dans l'histoire une trace moins importante que les personnalités confrontées à des événements agités.

### Représentations et hommages
À l'occasion de l'élection de Sadi Carnot à la présidence de la République, deux médailles à son effigie sont exécutées : l'une par le graveur Alphée Dubois, dont un exemplaire est conservé au musée Carnavalet de Paris (ND 0203), l'autre par le sculpteur Jules Chaplain, dont un exemplaire se trouve au Metropolitan Museum of Art de New York.
|  |

Lors des funérailles du président, le graveur Oscar Roty réalise une plaquette représentant la France en deuil et le cercueil porté au Panthéon. Un exemplaire en bronze est conservé au musée d'Orsay ; un exemplaire en argent est conservé au Petit Palais, musée des Beaux-Arts de la Ville de Paris (don Jean-David Jumeau-Lafond).
Après sa mort, 384 communes donnent son nom à des rues, et 17 communes érigent des statues ou des bustes de lui. 329 lieux publics portent le nom de Sadi Carnot. Le musée d'Orsay relève 22 monuments qui lui sont consacrés en France.
- À Lyon, sur la place de la République, à proximité du lieu de son assassinat, un important monument est érigé à sa mémoire quelques années après sa mort, avant d’être déplacé dans les jardins de l’hôtel de préfecture du Rhône lors de la construction du métro dans les années 1970. Une rue du Président-Carnot se trouve également dans le quartier central des Cordeliers. La place Carnot, où Sadi Carnot est venu inaugurer la statue de la République en 1889, a en revanche été baptisée ainsi en hommage à son grand-père Lazare.
- En 1897, une statue est installée sur la place portant son nom à Limoges, sa ville natale. Détruite en 1942 sous l'occupation allemande, elle est remplacée en 1987 par un médaillon inauguré par le maire de la ville, Louis Longequeue[28],[51].
- Un monument est érigé en 1897, après souscription populaire, à Angoulême (Charente), sur le rempart Desaix ; œuvre du sculpteur charentais Raoul Verlet, il représente un buste du président assassiné entouré de deux allégories : celle de la renommée (portant une branche d'olivier et une couronne de laurier) et celle de la France en veuve éplorée.
- Un buste le représentant est érigé en 1897 à La Ferté-Alais (Seine-et-Oise, actuelle Essonne), sis place Carnot. À proximité, dans la commune de Cerny, se trouve le château de Presles, domaine de la famille Carnot sur lequel Sadi Carnot a fait construire une ferme[52].
- En 1895, une souscription populaire permet l'érection à Nolay (Côte-d'Or), où vivait la famille Carnot, d'un monument réalisé par le sculpteur Alexandre Falguière ; cette réalisation est détruite lors de l'occupation allemande pendant la Seconde Guerre mondiale[50]. Dans le même département, à Dijon, un monument à Sadi Carnot, réalisé par les sculpteurs Mathurin Moreau et Paul Gasq, est installé en 1899.
- Une rose, baptisée 'Souvenir du Président Carnot', lui est par ailleurs dédiée en novembre 1894.
- La base militaire coloniale de Carnotville au Dahomey est nommée en son hommage en 1894.
- Le collège Sadi-Carnot à Pointe-à-Pitre.
- Le collège Français Sadi-Carnot à Diego-Suarez Madagascar.

Représentations et hommages
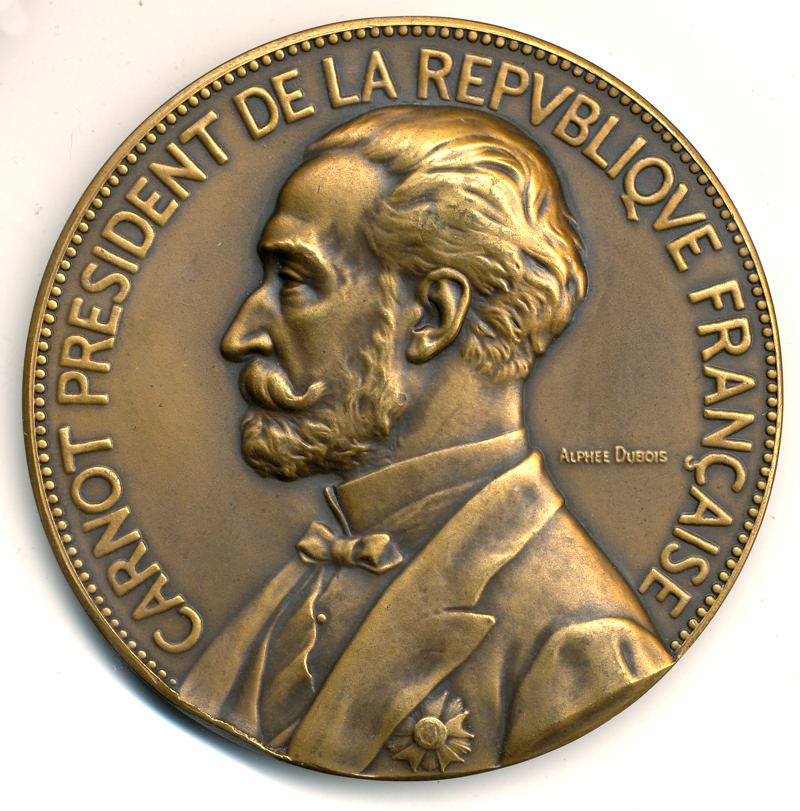
Médaille en bronze par Alphée Dubois.
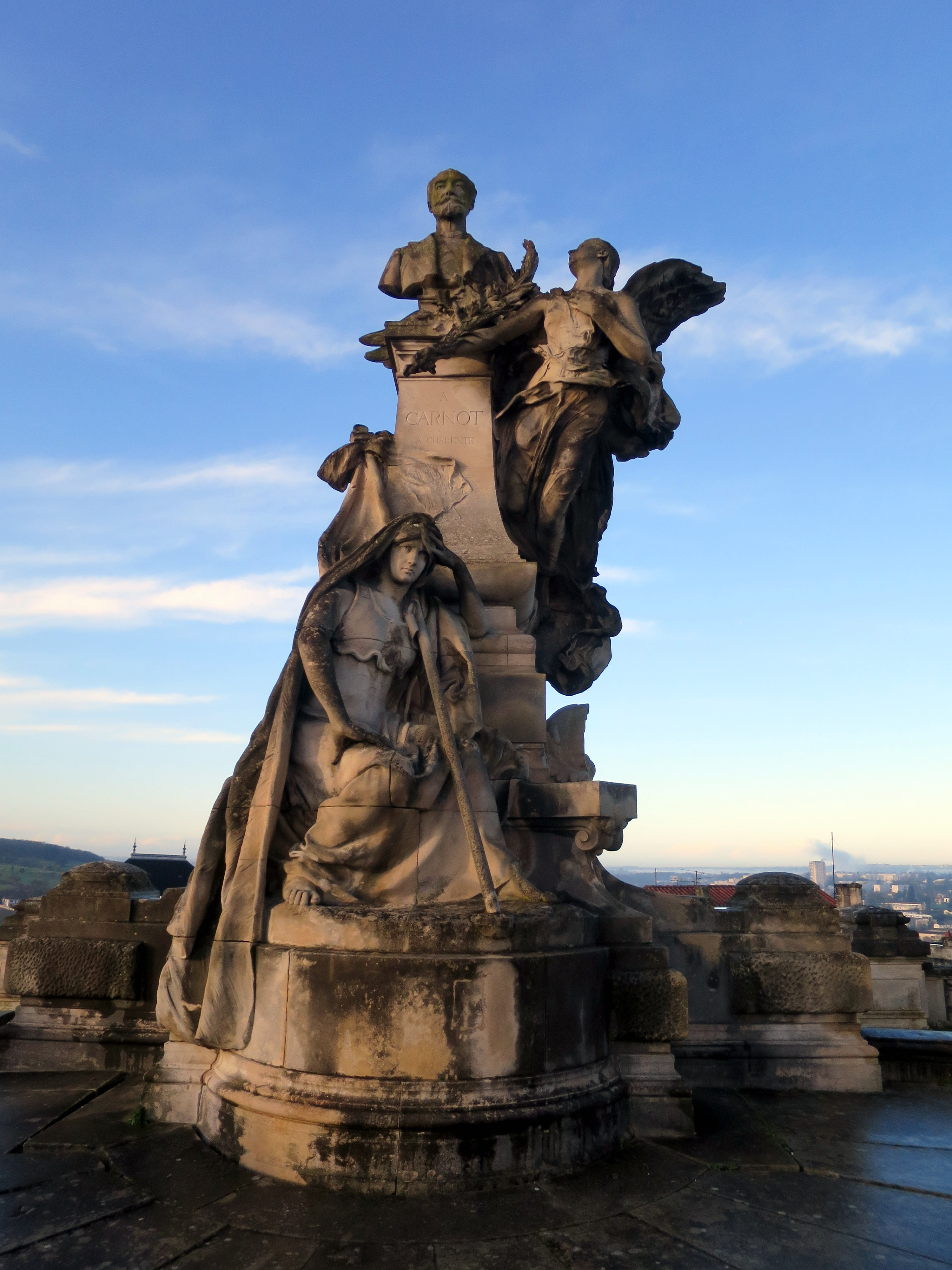
Monument par Raoul Verlet (1897), Angoulême.
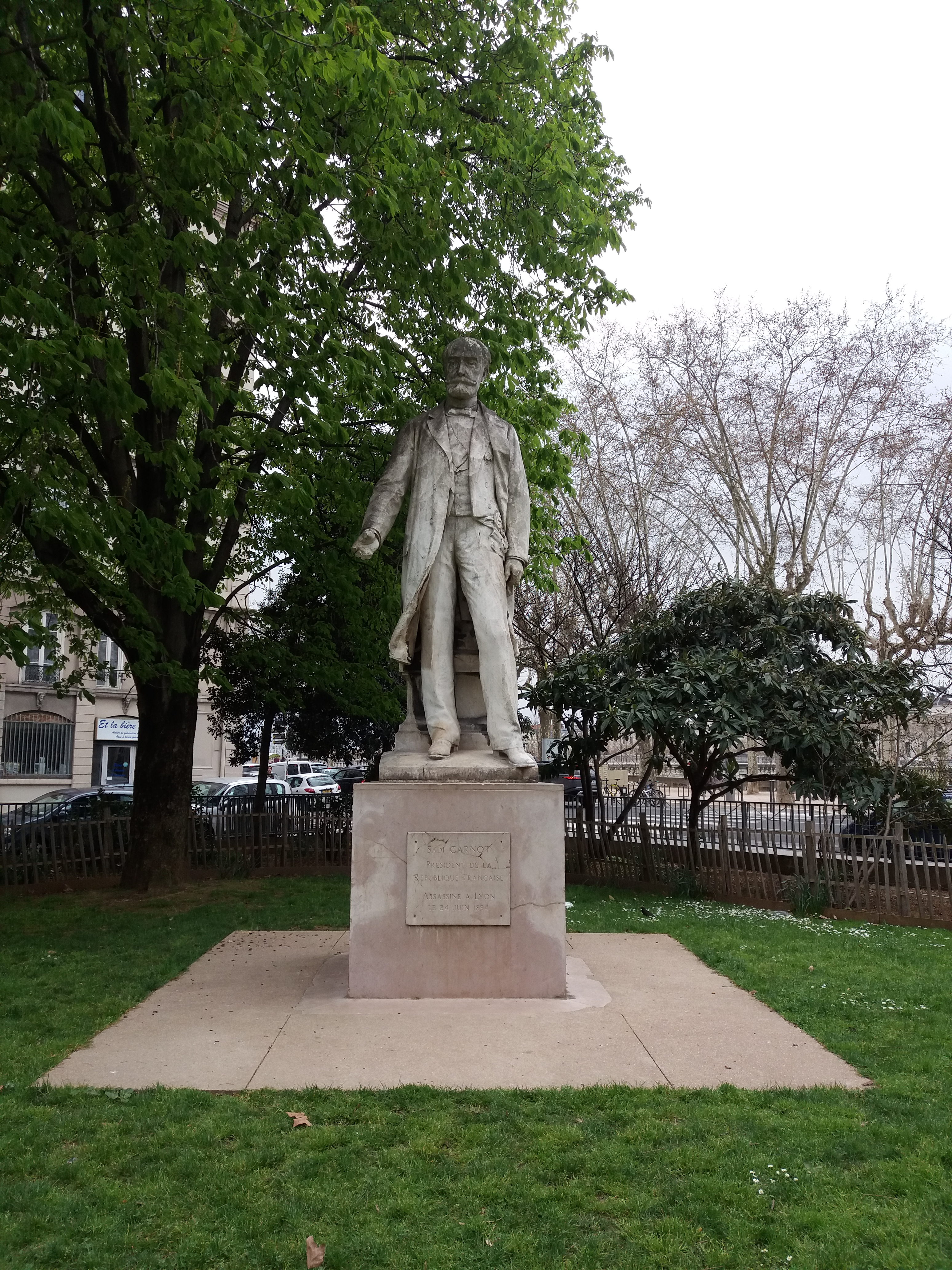
Monument du jardin Général-Delestraint, Lyon (3e).
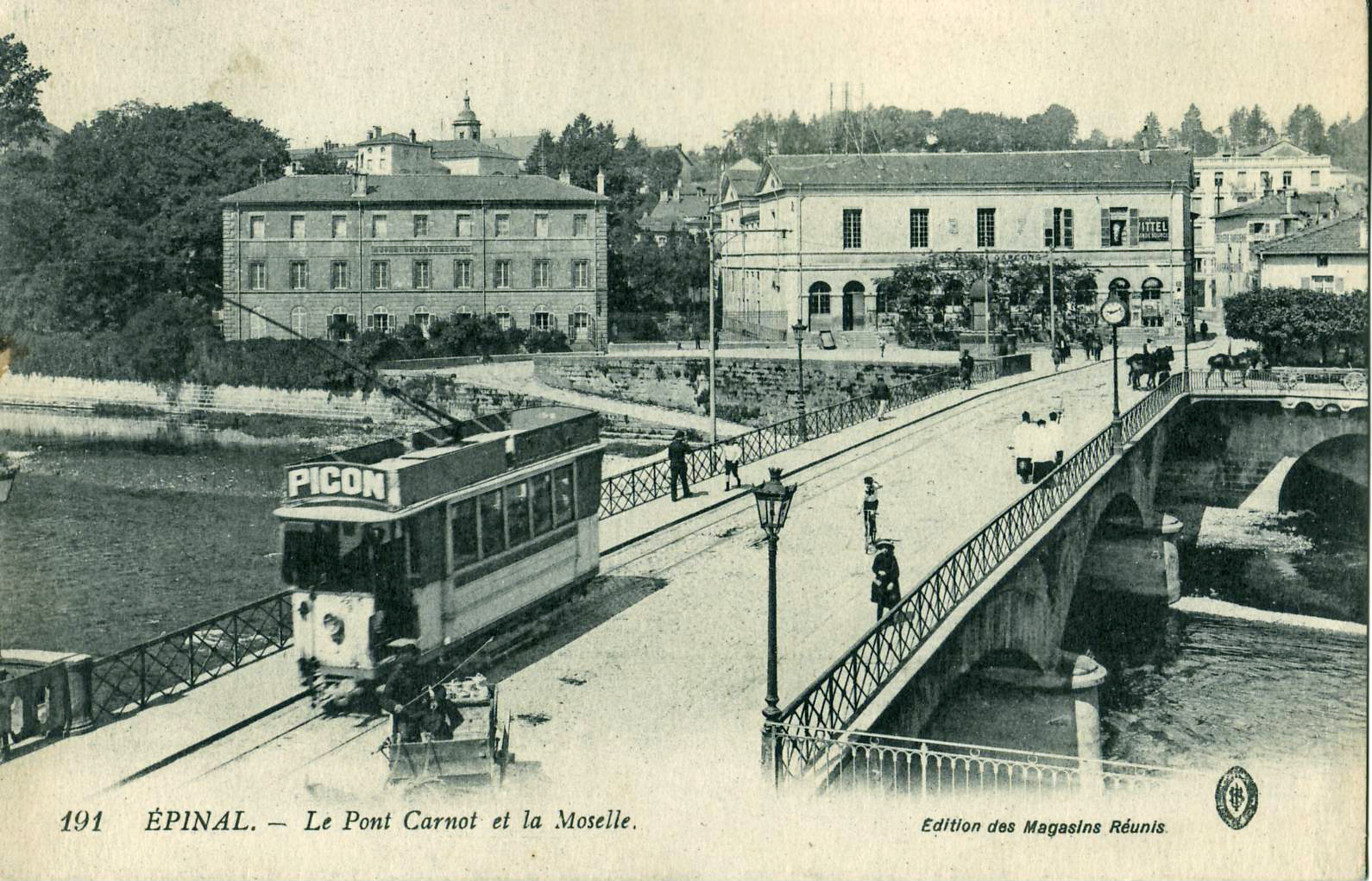
Pont Sadi-Carnot sur la Moselle, Épinal.
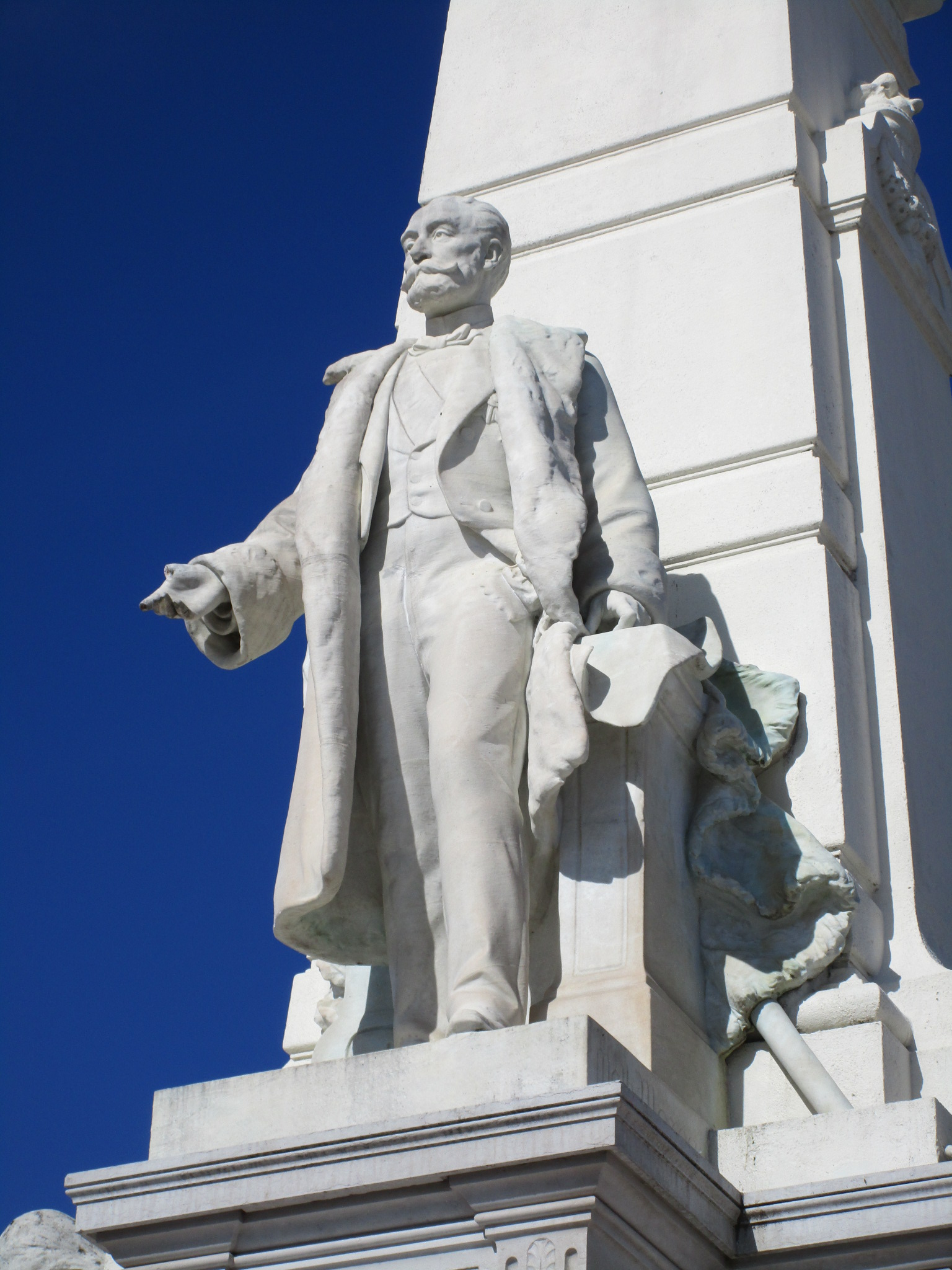
Monument à Sadi Carnotpar Mathurin Moreau et Paul Gasq (1899), Dijon.
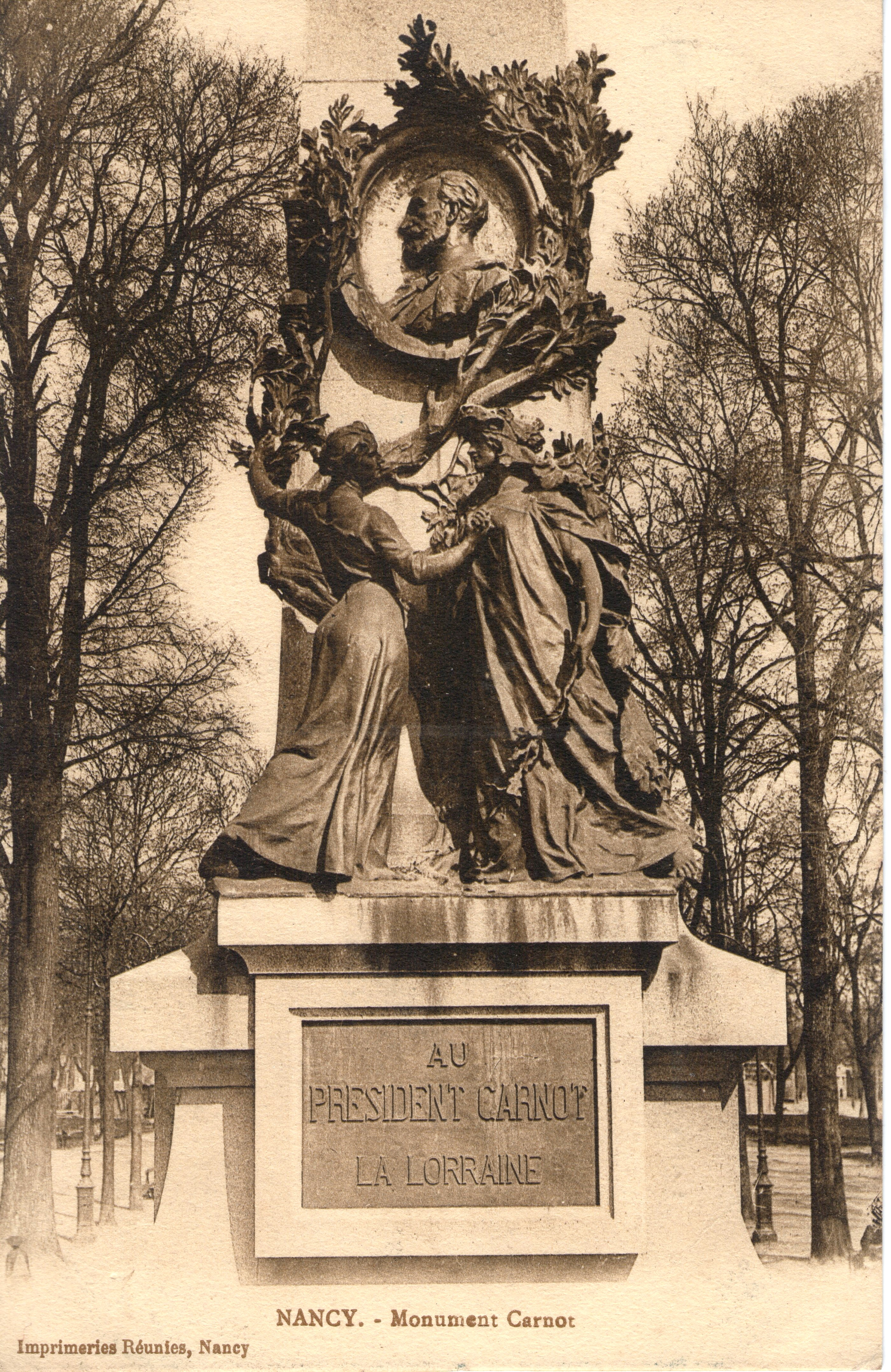
Ornements de l’Obélisque déposés en 1943, place Carnot, Nancy.
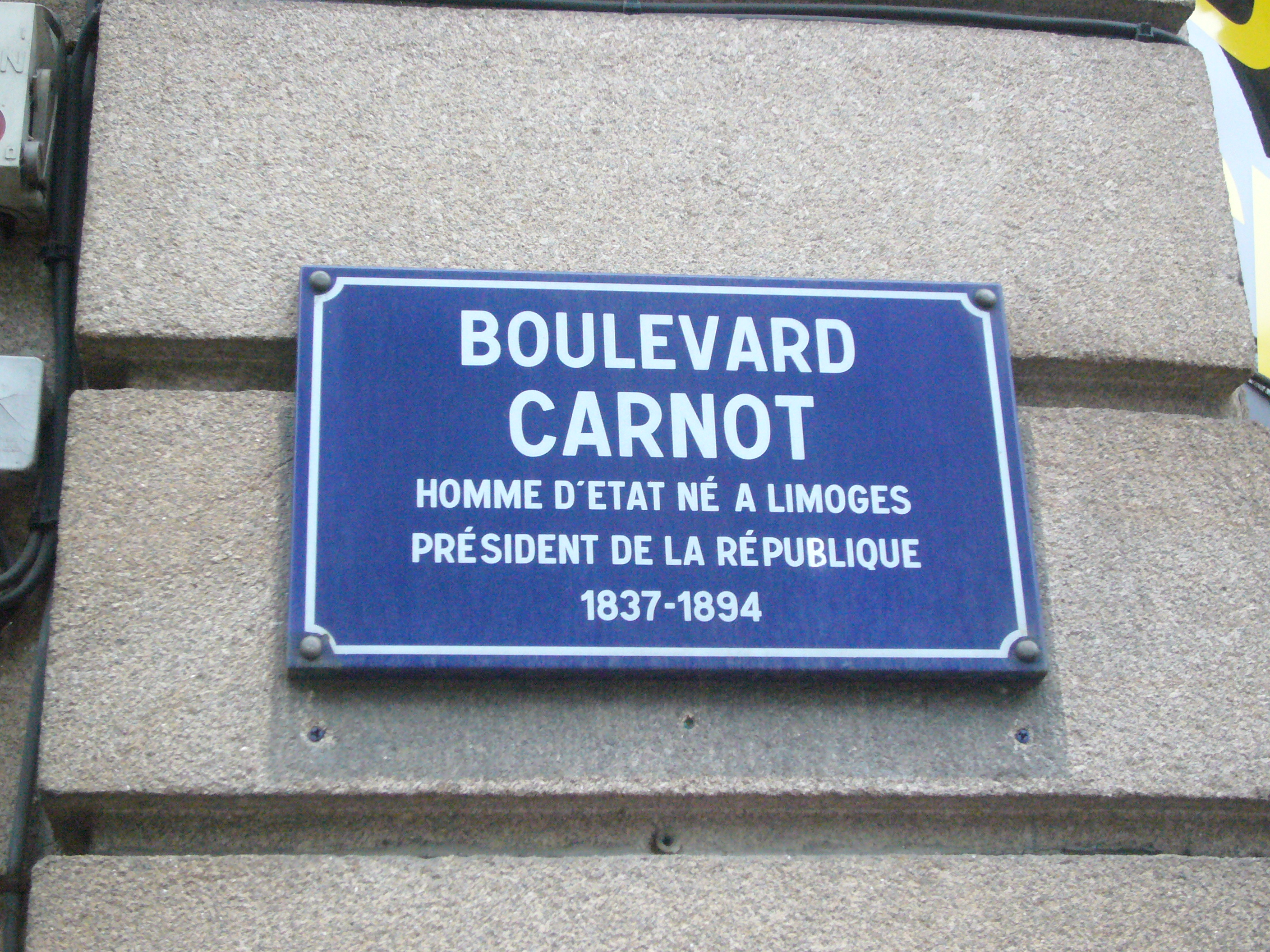
Plaque boulevard Carnot, Limoges[53].
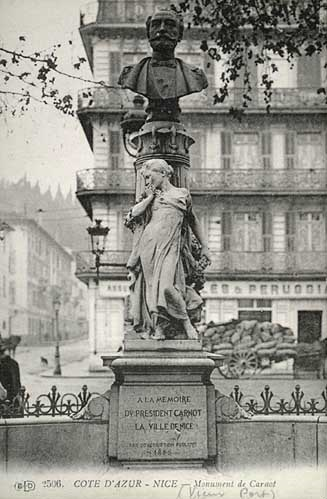
Buste en bronze détruit en 1943, place Ile de Beauté, Nice.
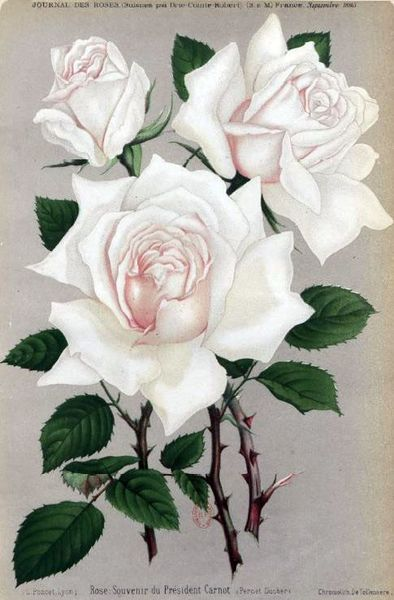
Rose Souvenir du Président Carnot (Journal des roses, 1895).

## Décorations
- Grand-croix de la Légion d'honneur le 3 décembre 1887 en tant que président de la République française.
- Grand-croix de l'ordre de l'Éléphant blanc (Siam)
- Grand-croix de l'ordre des Saints-Maurice-et-Lazare (Italie)
- Grand-croix de l'ordre de Saint-Charles (Monaco)
- Collier de l'ordre du Chrysanthème (empire du Japon)
- Grand-croix de l'ordre de l'Étoile (empire d'Ethiopie)
- Grand-croix de l'ordre national de la Croix du Sud (Brésil)
- Grand-croix de l'ordre de Simon Bolivar (Venezuela)
- Chevalier de l'ordre des Séraphins (Suède)
- Grand collier de l'ordre de l'Éléphant (Danemark)
- Grand collier de l'ordre Militaire de la Tour et de l'Epée (Portugal)
- Grand cordon de l'ordre de Léopold (Belgique)
- Grand-croix de l'ordre du Sauveur (Grèce)
- Grand-croix de l'ordre du Lion néerlandais (Pays-Bas)
- Grand-croix de l'ordre de Saint-Marin (Saint-Marin)
- Grand-croix de l'ordre de Saint Etienne (empire d'Autriche-Hongrie)
- Grand-croix de l'ordre du Dragon d'Annam (protectorat français d'Annam)
- Grand-croix de l'ordre du Nicham Iftikar (Tunisie)
- Ordre du Portrait impérial (Iran)
- Grand-croix de l'ordre de Danilo (Monténégro)
- Grand-croix de l'ordre de l'Aigle Blanc (Serbie)
- Grand-croix de l'ordre de l'Aigle blanc (Pologne, Russie)
- Grand-croix de l'ordre de Saint André (Russie)
- Grand-croix de l'ordre de Sainte Anne (Russie)
- Grand-croix de l'ordre de Saint Alexandre de Nevski (Russie)
- Grand-croix de l'ordre de Saint Vladimir (Russie)